# 哈拉布拉克乡
哈拉布拉克乡，是中华人民共和国新疆维吾尔自治区克孜勒苏柯尔克孜自治州阿合奇县下辖的一个乡镇级行政单位。

## 行政区划
哈拉布拉克乡下辖以下地区：
麦尔开其村、哈拉布拉克村、阿克翁库尔村、阿克巴夏特村、凯利特别克村、博孜塔拉村和牧场。